# 須賀 (新潟市)
須賀（すか、すが）は、新潟県新潟市西区の町字。丁番を持たない単独町名であり、住居表示実施済み区域。郵便番号は950-2043。

## 概要
1889年（明治22年）から現在の大字。信濃川支流西川左岸堤防沿いの低平地に位置する。
もとは江戸時代から1889年（明治22年）まであった須賀村の区域の一部で、地名の由来は砂州の須賀による。

### 隣接する町字
北から東回り順に、以下の町字と隣接する。
- 坂井東
- 坂井

※西川を挟んで新通と隣接。

## 歴史
開発年代は不明。1618年（元和4年）の記録に村名が残る。

### 年表
- 1889年（明治22年）4月1日 : 合併により上坂井輪村の大字となる。
- 1901年（明治34年）11月1日 : 合併により坂井輪村の大字となる。
- 1954年（昭和29年）11月1日 : 合併により新潟市の大字となる。
- 2007年（平成19年）4月1日 : 新潟市の政令指定都市移行により、西区の大字となる。

## 世帯数と人口
2018年（平成30年）1月31日現在の世帯数と人口は以下の通りである。
| 町丁 | 世帯数  | 人口  |
| ---- | ------- | ----- |
| 須賀 | 144世帯 | 374人 |

## 小・中学校の学区
市立小・中学校に通う場合、学区は以下の通りとなる。
| 番地                        | 小学校               | 中学校               |
| --------------------------- | -------------------- | -------------------- |
| 10番 11番1～7号             | 新潟市立新通小学校   | 新潟市立坂井輪中学校 |
| 1～9番 11番9～48号 12〜13番 | 新潟市立坂井東小学校 | 新潟市立坂井輪中学校 |

- 新通小学校校区は、平成25年度から新設校開校までの間の限り、申請により新潟市立坂井東小学校へ就学できる地域。